# سامسونج جالكسي آيه 51
سامسونج جالكسي آيه 51 (بالإنجليزية:  Samsung Galaxy A51)‏ هو هاتف ذكي من إنتاج سامسونج ، تم الكشف عن الجهاز في 12 ديسمبر 2019 و يأتي هاتفSamsung Galaxy A51 ليكون أول هاتف من سامسونج في الفئة المتوسطة يأتي بشاشة من نوع Super AMOLED بشكل الثقب الجديد بنفس الشكل الموجود في هواتفها الرائدة مثل الـ Galaxy Note 10 مع كاميرات أفضل بفرق بسيط.

## مواصفات الهاتف
- الهاتف يدعم الراديو الـ Fm كما يدعم الـ NFC .
- الهاتف يأتي بشريحتين من نوع Nano Sim .
- يدعم شبكات الاتصال الجيل الثاني الـ 2G والجيل الثالث الـ 3G والجيل الرابع الـ 4G .
- الهاتف يأتي بأبعاد 158.5×73.6×7.9 ملم مع وزن يقدر بـ 172 جرام .
- الشاشة تأتي من نوع Super AMOLED بمساحة 6.5 إنش بجودة FHD+ بدقة 1080×2400 بكسل بمعدل كثافة بكسلات 405 بكسل لكل إنش مع ثقب صغير جدا في المنتصف للكاميرا السيلفي .. مع طبقة حماية من نوع Corning Gorilla Glass بالجيل الثالث وتدعم الشاشة أبعاد العرض الجديدة بنسبة 20:9 ويمكنك إخفاء أزرار التحكم واستخدام الايماءات بدلاً منها للاستمتاع بأفضل تجربة للشاشة .
- متانة وجودة التصنيع المستخدمة في الهاتف تأتي من البلاستيك .[1]
- الذاكرة الصلبة تأتي بسعة 128 جيجا بايت مع ذاكرة عشوائية بسعة 6 جيجا بايت .
- الهاتف يدعم تركيب كارت ميموري حتى سعة 1 تيرا بايت بمنفذ مخصص .
- الهاتف يأتي بمعالج من إنتاج شركة سامسونج من نوع Exynos 9611 بتكنولوجيا 10 نانو مع معالج رسومي من نوع Mali-G72 MP3 مع تقنية الـ Game Booster لتعزيز أداء الألعاب وأداء تجربة أفضل فهو نفس معالج هاتف Samsung Galaxy M30s فالمعالج ما هو إلا تطوير غير ملحوظ عن الـ Exynos 9610 الموجود في الـ A50 كما وضحنا مسبقاً .
- الهاتف يأتي بكاميرا أمامية بدقة 32 ميجا بكسل بفتحة عدسة F/2.2 مع تصوير فيديو بجودة 4K بالسيلفي .
- أما عن الكاميرا الخلفية فتأتي بكاميرا رباعية حيث تأتي الكاميرا الأولى بدقة 48 ميجا بكسل بفتحة عدسة F/2.0 وهي الكاميرا الأساسية للهاتف والكاميرا الثانية تأتي بدقة 12 ميجا بكسل بفتحة عدسة F/2.2 وهي الخاصة بالتصوير العريض الـ Ultra wide والكاميرا الثالثة تأتي بدقة 5 ميجا بكسل بفتحة عدسة F/2.4 وهي الخاصة بالتصوير الماكرو والكاميرا الرابعة تأتي بدقة 5 ميجا بكسل وهي الخاصة بالعزل والبورتريه بفتحة عدسة F/2.2 مع فلاش خلفي أحادي من نوع ليد .

الهاتف يدعم الميكروفون الإضافي الخاص بعزل الضوضاء والضجيج أثناء استخدام الهاتف سواء في التحدث أو التسجيل أو التصوير .
- يدعم تصوير الفيديوهات بجودة الـ 4K بدقة 2160 بكسل بمعدل التقاط 30 إطار في الثانية كما يدعم التصوير الـ FHD بدقة 1080 بكسل بمعدل التقاط 30 إطار في الثانية كما يدعم الهاتف التصوير الـ Slow Motion والـ Super Slow Motion والـ Hyper Lapse .
- البلوتوث يأتي بإصدار 5.0 كما يدعم خاصيتي الـ A2DP, LE .
- كما يدعم الواي فاي بترددات الـ a/b/g/n/ac بالإضافة لدعمه إلى الـ Dual-band, Wi-Fi Direct, hotspot .
- كما يدعم تحديد الموقع الجغرافي الـ GPS كما يدعم أنظمة الملاحة الأخرى مثل الـ A-GPS, GLONASS, GALILEO, BDS .
- منفذ الـ USB يأتي من النوع الأحدث الـ Type C كما يدعم خاصية الـ OTG .
- يدعم الهاتف منفذ الـ 3.5 ملم الخاص بسماعات الاذن .
- وسائل الأمان: يدعم الهاتف مستشعر البصمة ويأتي أسفل الشاشة .
- كما يدعم الهاتف المستشعرات الأخرى مثل التسارع والقرب والبوصلة والجيروسكوب .
- البطارية تأتي بسعة 4000 مللي أمبير وتدعم الشحن السريع بقوة 15 واط .
- الهاتف يأتي بنظام تشغيل Android 10.0 مع واجهة سامسونج الـ One UI 2 .
- يتوفر الهاتف باللون الأبيض وباللون الأسود وباللون البينك وباللون الأزرق .